# Aus Italien
Aus Italien (Från Italien) är en symfonisk dikt (op. 16) för stor orkester av Richard Strauss, beskriven av Strauss som en "symfonisk fantasi". Verket fullbordades 1886 då han var 22 år. Under en resa till Italien (uppmuntrad av Johannes Brahms) sommaren 1886 blev Strauss så inspirerad av landet och dess natur och historia att han genast började skissa på en komposition. 
Verkets partitur, Strauss första tondikt, fullbordades i München den 12 september 1886. Verket kallas av tonsättaren för "Symfonisk fantasi" och är tillägnat hans mentor Hans von Bülow. Det är det enda verk av Richard Strauss som han själv skrev ett specifikt program för. Hela verket tar över fyrtio minuter att utföra.
Han valde att skriva verket i den traditionella formen med fyra satser men han gav varje sats en distinkt undertitel för att ge lyssnarna en vägledning in i musiken. I den fjärde delen hade Strauss tagit med melodin Funiculi, Funicula i tron att det var en italiensk folkvisa utan upphovsman. I själva verket hade melodin skrivits av Luigi Denza 1880. Denza stämde Strauss för brott mot upphovsrätten och vann.

## Premiär
Uruppförandet av verket ägde rum i München den 2 mars 1887 under ledning av tonsättaren själv. Som Richard Strauss syster Johanna senare erinrade sig mottogs de tre första satserna med applåder, men den sista satsen blev inte väl mottagen och hånfulla visslingar hördes från olika håll. Norman Del Mars biografi över tonsättaren berättar en annan historia: de tre första satserna mottogs inte väl och den sista möttes av burop och applåder. Strauss själv fann verket nytt och revolutionerande, och han var nöjd trots kritiken mot uruppförandet.
Urpremiären i USA gavs den 8 mars 1888 med Theodore Thomas Orchestra (Theodore Thomas dirigerade) vid Academy of Music i Philadelphia.

## Struktur
Aus Italien är till formen mer lik en konventionell symfoni än Strauss övriga tondikter i det att den följer den traditionella symfoniska strukturen i fyra satser. Musikens bildmässigt beskrivande kvalitet skiljer den dock från en konventionell symfoni, som är absolut musik.
- 1. Andante (På landet)
- 2. Allegro molto con brio (Roms ruiner)
- 3. Andantino (På stranden i Sorrento)
- 4. Finale - Allegro molto (Neapolitanskt folkliv)